# Frans Duynstee
Frans Jozef Ferdinand Marie Duynstee (eigenlijk: Duijnstee) (Maastricht, 11 februari 1914 - Nijmegen, 15 april 1981) was een Nederlands hoogleraar staatsrecht en een politicus voor de Katholieke Volkspartij (KVP).

## Leven en werk
Duynstee studeerde rechten aan de Katholieke Universiteit Nijmegen, waar hij in 1940 cum laude promoveerde. Tijdens de Tweede Wereldoorlog had hij een post op het ministerie van Justitie. In 1945 werd hij in Nijmegen aangesteld als hoogleraar staatsrecht.
Zijn verdere academische en politieke carrière zou in sterke mate worden bepaald door zijn tijdens de oorlog gewekte belangstelling voor straf- en staatsrechtelijke kwesties enerzijds en zijn rooms-katholieke overtuiging anderzijds. Nog tijdens de oorlog pleitte hij in een illegale brochure voor de heroprichting van een katholieke partij en na de bevrijding zou hij dan ook lid worden van de Katholieke Volkspartij (KVP).

## Politicus

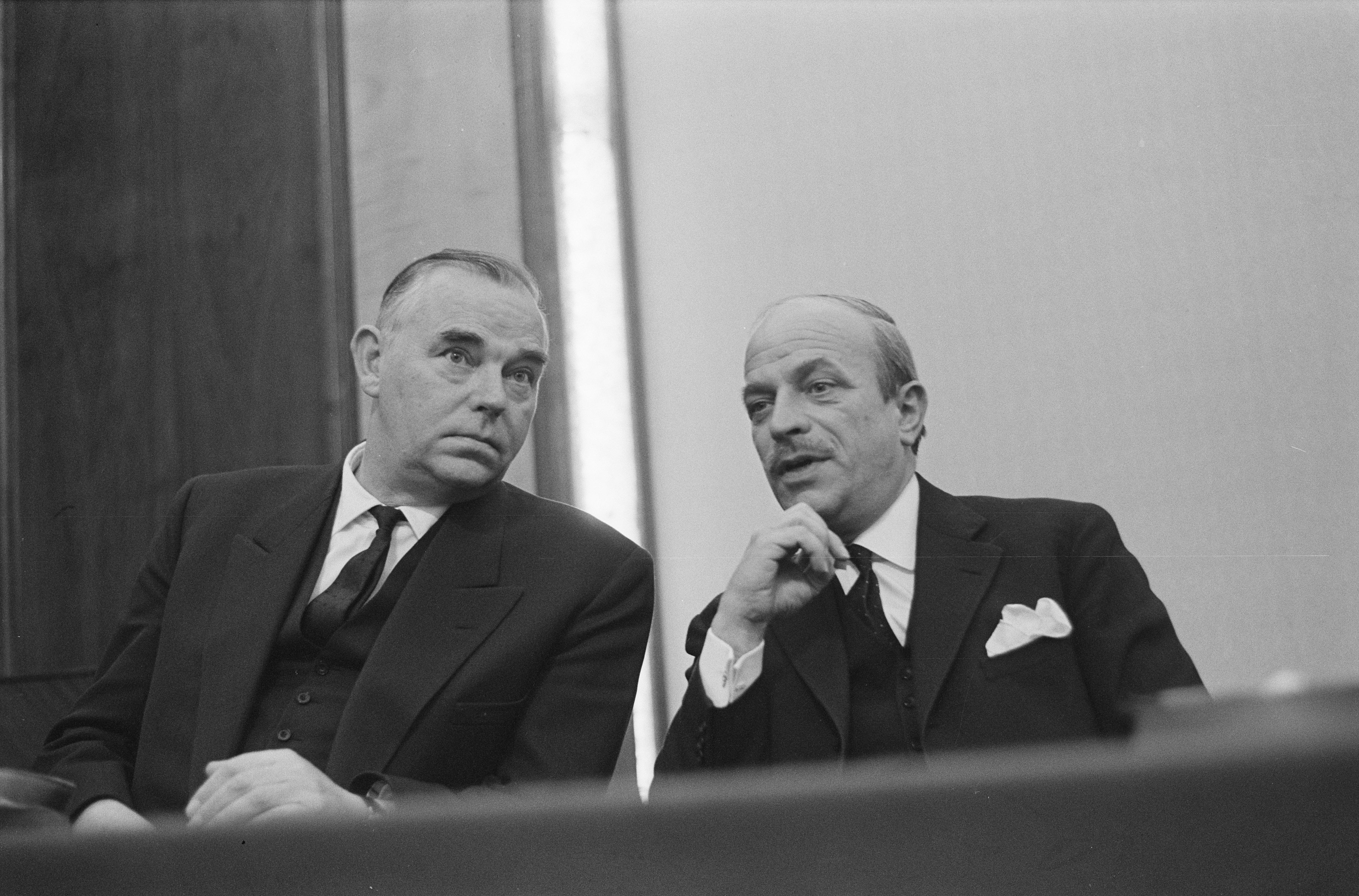
Met Jaap Burger (1963)

Duynstee werd veelal gerekend tot de reactionaire vleugel van de KVP, maar dit lijkt niet geheel terecht. Zo heeft hij zich direct na de bevrijding ingezet voor het grote aantal geïnterneerde politieke delinquenten. Hij pleitte toen voor een massale vrijlating en buitenvervolgstelling van de meeste geïnterneerden. Ook ten aanzien van de Indonesische kwestie bij de grondwetswijziging in 1947 kan Duynstee niet als conservatief getypeerd worden. Zo was hij in de staatscommissie tot wijziging van de grondwet in 1947 voorstander van het 'openbreken' naar een nieuwe rechtsorde van het Koninkrijk met het aangeven van de grenzen van die rechtsorde aan de hand van de inhoud van het Akkoord van Linggadjati (1946) tussen Nederland en de Republiek Indonesië.
Ook in de binnenlandse partijpolitiek speelde Duynstee al meteen een eigen rol. Wat hij als staatsrechttheoreticus verwierp, verwierp hij ook als staatsburger: een staatsmacht die het menselijk welzijn van bovenaf te zeer regelde en daarmee de menselijke ontplooiing fnuikte. Daartegen diende de KVP stelling te nemen, vond Duynstee. Om de KVP een sterkere positie tegenover de PvdA te geven, wilde Duynstee dat er een samenwerking kwam tussen verschillende christelijke partijen. Naar aanleiding van twee artikelen die hij hier over schreef dreigde er een vleugelstrijd te ontstaan binnen de KVP tussen de aanhangers van Duynstee en Max Steenberghe (bedrijfsleven, vrije beroepen) enerzijds en de aanhangers van de Katholieke Arbeidersbeweging anderzijds. Begin 1952 slaagde de leiding van de KVP erin om iedereen weer in het gareel te krijgen. Desondanks vielen de verkiezingsuitslagen voor de KVP ongunstig uit en dit was wel mede het gevolg van de controverse rond Duynstee.
In 1961 kwam het weer tot een botsing tussen Duynstee en de KVP. Duynstee stelde zich lijnrecht tegenover KVP-minister Joseph Luns in de kwestie over het prijsgeven van Nieuw-Guinea aan Indonesië. Toen Duynstee in 1962 door de voorzitter van de KVP openlijk zwaar beledigd werd wegens contacten met Indonesiërs, nam hij afscheid van de KVP en met hem vele Nijmeegse professoren.
Na zijn vertrek uit de partij bleef hij zijn politieke mening verkondigen, eerst met beschouwingen in De Maasbode, die in 1959 in de De Tijd opging, en vanaf 1966 in De Telegraaf. In de jaren zeventig stond hij weer vol in de schijnwerpers als adviseur van Dries van Agt, onder andere tijdens de moeizame kabinetsformatie van 1977 en diens daaropvolgende kabinetsperiode.

## Universiteit
Ondertussen bleef Duynstee ook als hoogleraar en staatsrechtgeleerde actief. Hij publiceerde allerlei artikelen over uiteenlopende onderwerpen. Bekendheid als publicist verwierf Duynstee vooral met zijn studie over ´De kabinetsformaties 1946-1965’. Met zeer weinig materiaal wist hij toch uitvoerig en diepgaand het verschijnsel van de kabinetsformatie te beschrijven en analyseren.
Duynstee was gevreesd en geliefd. Hij kon zeer charmant zijn, maar hij was een felle debater, waarbij hij ‘advocatentrucs’ toepaste. Hij genoot van het dwarsliggen op zich, of het nu ging over de politiek inzake het afstand doen van Nieuw-Guinea aan Indonesië, dan wel de democratisering van de universiteiten.
Duynstee zou zijn hele leven trouw blijven aan de universiteit in Nijmegen. Hij was in Nijmegen zowel decaan als rector magnificus.